# Un possible amour
Pour plus de détails, voir Fiche technique et Distribution.
Un possible amour est un film français de Christophe Lamotte sorti en 2000.

## Synopsis
Fabienne, une jeune femme d'un trentaine d'années, revient chez sa mère après quatre ans de prison. Entre un passé devenu impossible et un avenir incertain, sa rencontre avec André la précipite vers une décision.  

## Fiche technique
- Réalisation : Christophe Lamotte[1]
- Scénario : Pierre Chosson et Christophe Lamotte
- Photographie : Florence Levasseur
- Montage : Benoît Quinon
- Son : Xavier Piroëlle
- Mixage : Didier Catin
- Production : Lisa Cleard et Thierry Villeneuve
- Société de production : Capharnaüm Production[2]
- Société de distribution : Magouric Distribution
- Pays d'origine :  France
- Langue originale : français
- Format : couleur — format 35 mm — 1,85:1 — son 5.1
- Genre : drame
- Durée : 56 minutes
- Dates de sortie : France, 5 juillet 2000

## Distribution
- Aurélia Petit
- Jean-Michel Fête
- Francis Renaud
- Bernadette Lafont
- Françoise Lebrun

## Distinctions
- Prix spécial du jury au Festival Premiers Plans d'Angers.